# Bootides de juin
Les Bootides de juin sont une pluie de météores survenant approximativement entre le 26 juin et le 2 juillet chaque année. 

## Observation
La plupart des années leur activité est faible, avec un taux horaire zénithal (en anglais Zenith Hourly Rate ou ZHR) de seulement 1 ou 2. Cependant, des sursauts occasionnels ont été observés, dont le sursaut de 1916 qui attira l'attention sur une pluie de météores non identifiée auparavant. 
Le sursaut d'activité le plus récent s'est produit en 1998, quand le ZHR atteignit 100. La pluie de météores se produit lorsque la Terre croise l'orbite de la comète Pons-Winnecke, une comète à courte période qui décrit une révolution autour du Soleil en 6,37 ans.